# Инфективна болест
Инфективне болести су врста обољења људи и животиња изазваних спољним биолошким изазивачем; микроорганизмом (бактерија, паразит, гљивица, вирус), или беланчевином (прион). Инфекција сама по себи није болест, јер она само понекад доводи до обољења. Инфективне болести исказују широки спектар могућих симптома и клиничких слика развоја болести. Симптоми се могу јавити у року од неколико дана, недеља, или чак година од заразе. Зависно од личног имунитета и врсте инфекције, инфективне болести могу да изазову само незнатне симптоме и прођу без посебног лечења. Неке инфекције брзо изазивају драматичне здравствене сметње. У случају сепсе, организам реагује одбрамбеном реакцијом која изазива грозницу, убрзани пулс и ритам дисања, жеђ и умор. За прогнозу инфективне болести одлучујућа је способност имунског система да елиминише узрочника болести. Медицинска наука је развила ефикасне методе за борбу против многих инфективних болести (антибиотике за елиминисање бактерија, антимикотике за борбу против гљивица и виростатике против вируса). Против неких болести развијене су вакцине. За један број инфективних болести ни данас не постоји ефикасан лек. Проучавањем инфективних болести бави се инфектологија, а механизмима одбране огранизма бави се имунологија.
Инфекције могу бити узроковане широким спектром патогена, пре свега бактеријама и вирусима. Домаћини се могу борити против инфекција користећи свој имунски систем. Домаћини сисара реагују на инфекције урођеним одговором, који често укључује упалу, након чега следи адаптивни одговор.
Специфични лекови који се користе за лечење инфекција укључују антибиотике, антивирусне лекове, антимикотике, антипротозоале и антихелминтике. Заразне болести су довеле до 9,2 милиона смртних случајева у 2013. године (око 17% свих смртних случајева). Грана медицине која се фокусира на инфекције назива се инфективне болести.

## Узроци
Инфекције су узроковане инфективним агенсима, укључујући вирусе, вироиде, прионе, патогене бактерије, протозое, нематоде, као што су паразитске обле глисте и трихина, инсекти, као што су зглавкари, гриње, буве и уши, гљивице, лишаји и други макропаразити, као што су пљоснати црви и други хелминти. Домаћини се боре са инфекцијама користећи свој имунски систем. Сисарски домаћини реагирају на инфекције урођеним одговорима, који често укључују упале, а затим следи адаптивни одговор.
Када инфицира организам домаћина, узрочник инфекције се њиме користи како би се могао развијати и размножавати, обично на штету домаћина. Узрочници инфекције или патогени, ометају нормално функционисање организма домаћина што може имати негативне последице, попут хроничних рана које не зарастају, гангрене, губитка екстремитета и чак смрти. Упала је једна од реакција на инфекцију.
Патогенима се обично сматрају микроскопски организми и, поред горенаведених, ту су и разне врсте паразита и гљивица. Медицина инфективних болести се бави изучавањем патогена и инфекција. Инфекције су узрок заразних болести, али свака инфекција увек не изазива болест. Постоји више фактора који могу да имају утицај на то, као што су карактеристике самог микроорганизма - патогена: заразност, продорност, упорност, виталност, вирулентност и патогеност. Битни су и фактори попут начина уласка микроорганизма у тело домаћина, почетни број микроорганизама и њихова моћ. На пример стафилококе су обично безазлене када се налазе на кожи, али ако допру у стерилна подручја унутар организма, као што су зглобови или трбушна марамица, тада узрокују велике проблеме домаћину. Значајне су и карактеристике макроорганизма, домаћина, и његовог имунског система: снага имунитета генерално, тренутна снага имунитета и карактеристике околине. Овде се могу убројати климатски услови, али и социо-економски услови у којима живи нападнути организам (и патоген).
Подела инфекција према симптомима: инфекције код којих се не јављају видљиви симптоми болести, инфекције са слабо израженим симптомима, инфекције са видљиво израженим клиничким симптомима. Само овај последњи тип се рачуна као заразна болест. Инфекције изазивају инфективни агенси (патогени), укључујући:
- Бактерије (нпр. Mycobacterium tuberculosis, Staphylococcus aureus, Escherichia coli, Clostridium botulinum, и Salmonella spp.)
- Вируси и сродни агенси као што су вироиди. (нпр. HIV, риновирус, лисавируси као што су вирус беснила, еболавирус и тешки акутни респираторни синдром коронавирус 2)
- Гљиве, даље поткласификоване у:
  - Ascomycota, укључујући квасце као што је Candida (најчешћа гљивична инфекција); филаментне гљиве као што је Aspergillus; Pneumocystis врсте; и дерматофити, група организама који изазивају инфекције коже и других површинских структура код људи.[17]
  - Basidiomycota, укључујући хумани патогени род Cryptococcus.[18]
- Паразити, који се обично деле на:[19]
  - Једноћелијски организми (нпр. маларија, Toxoplasma, Babesia)
  - Макропаразити[20] (црви или хелминти) укључујући нематоде као што су паразитски ваљкасти и бодљасти црви, тракавице (цестоде) и метиљи (трематоде, као што су шистозоми). Болести узроковане хелминтима понекад се називају инфестације, мада се такође називају инфекцијама.
  - Зглавкари, као што су крпељи, гриње, буве и вашке, такође могу изазвати болести код људи, које су концептуално сличне инфекцијама, али инвазија ових макропаразита на људско или животињско тело се обично назива инфестацијом.
- Приони (иако не луче токсине)

## Знаци и симптоми
Знаци и симптоми инфекције зависе од врсте болести. Неки знаци инфекције утичу на цело тело уопште, као што су умор, губитак апетита, губитак тежине, грозница, ноћно знојење, мрзлица, болови. Други су специфични за поједине делове тела, као што су осип на кожи, кашаљ или цурење носа.
У одређеним случајевима, заразне болести могу бити асимптоматске током већег дела или чак целог тока код датог домаћина. У последњем случају, болест се може дефинисати само као „болест“ код домаћина који се секундарно разболе након контакта са асимптоматским носиоцем. Инфекција није синоним за заразну болест, јер неке инфекције не изазивају болест код домаћина.

### Бактеријске или вирусне
Бактеријске и вирусне инфекције могу узроковати сличне симптоме у које се могу убројати осећај слабости, повишена телесна температура и дрхтање. Понекад је медицинском особљу тешко да утврдити узрок дате инфекције. Веома је важно да се уочи разлика између инфекција према њиховом узроку како би се одредио адекватан третман и терапија. Вирусне инфекције се не могу излечити применом антибиотика.
| Карактеристике  | Вирусна инфекција | Бактеријска инфекција |
| --------------- | --- | --- |
| Типски симптоми | Вирусне инфекције обично погађају цели систем, односно више органа истовремено: цурење носа, зачепљење синуса, кашаљ, болови у телу итд. Понекад погађају само један део тела, као код конјуктивитиса и херпеса. Мали број вирусних инфекција је болан, попут херпеса. Бол се може описати као свраб или печење. | Класични симптоми бактеријске инфекције се манифестују локално: црвенило, топлота, оток и бол. Бол је управо значајан симптом који се јавља само у погођеном делу тела. Нпр. ако се рана посекотине зарази бактеријама, осјећа се бол. Бол у грлу изазван бактеријском инфекцијом често је више изражен на једној страни грла. Исто је и код ушију, ако је у питању само једно уво, онда је узрок заразе вероватно бактеријски. Гнојне инфекције нису увек бактеријске. |
| Узрок           | Патогени вируси | Патогене бактерије |

## Патофизиологија
Постоји општи ланац догађаја који се односи на инфекције, који се понекад назива ланац инфекције или ланац преноса. Ланац догађаја укључује неколико корака – који обухватају инфективни агенс, резервоар, улазак у подложног домаћина, излазак и пренос на нове домаћине. Свака од веза мора бити присутна у хронолошком редоследу да би се инфекција развила. Разумевање ових корака помаже здравственим радницима да циљају инфекцију и да спрече њено појављивање.

### Колонизација
Већину људи се лако не заражава. Особе са компромитованим или ослабљеним имунским системом имају повећану осетљивост на хроничне или упорне инфекције. Особе које имају ослабљен имунски систем посебно су подложне опортунистичким инфекцијама. Улазак у домаћина на интерфејсу домаћин-патоген, генерално се дешава кроз слузокожу у отворима као што су усна шупљина, нос, очи, гениталије, анус или микроб може ући кроз отворене ране. Док неколико организама може да расте на почетном месту уласка, многи мигрирају и изазивају системску инфекцију у различитим органима. Неки патогени расту унутар ћелија домаћина (интрацелуларно), док други слободно расту у телесним течностима.
Колонизација ране се односи на микроорганизме који се не размножавају унутар ране, док у инфицираним ранама постоје организми који се размножавају и ткиво је повређено. Сви вишећелијски организми су колонизовани у одређеном степену спољашњим организмима, а велика већина њих постоји било у мутуалистичком или комензалном односу са домаћином. Пример првог је врста анаеробних бактерија, која колонизује дебело црево сисара, а пример другог су различите врсте стафилокока које постоје на људској кожи. Ниједна од ових колонизација се не сматра инфекцијом. Разлика између инфекције и колонизације често је само питање околности. Непатогени организми могу постати патогени у одређеним условима, а чак и највирулентнији организам захтева одређене околности да изазове компромитујућу инфекцију. Неке колонизујуће бактерије, као што су Corynebacteria sp. и Viridans streptococci, спречавају адхезију и колонизацију патогених бактерија и на тај начин имају симбиотски однос са домаћином, спречавајући инфекцију и убрзавајући зарастање рана.
Варијабле укључене у исход инокулације домаћина од стране патогена и крајњи исход укључују:
- пут уласка патогена и приступ регионима домаћина који су му доступни
- интринзична вирулентност одређеног организма
- количина или оптерећење почетног инокуланта
- имунолошки статус домаћина који се колонизује

На пример, неколико врста стафилокока остају безопасне на кожи, али, када су присутне у нормално стерилном простору, као што је капсула зглоба или перитонеум, размножавају се без отпора и изазивају штету.
Занимљива чињеница коју су гасна хроматографија-масена спектрометрија, 16S рибозомална РНК анализа, омика и друге напредне технологије учинили очигледнијим људима последњих деценија јесте да је микробна колонизација веома честа, чак и у срединама за које људи мисле да су скоро стерилне. Пошто је нормално имати бактеријску колонизацију, тешко је знати које се хроничне ране могу класификовати као инфициране и колики је ризик од прогресије. Упркос огромном броју рана уочених у клиничкој пракси, постоје ограничени квалитетни подаци за процењене симптоме и знакове. Преглед хроничних рана у Часопису Америчког медицинског удружења под насловом „Серија рационалних клиничких прегледа“ квантификовао је важност појачаног бола као индикатора инфекције. Преглед је показао да је најкориснији налаз повећање нивоа бола [опсег односа вероватноће (LR) 11–20] чини инфекцију много вероватнијим, али да одсуство бола (опсег негативног односа вероватноће, 0,64–0,88) не искључује инфекцију (збирни LR 0,64–0,88).

### Болест
Болест може настати ако су заштитни имунски механизми домаћина угрожени и организам наноси штету домаћину. Микроорганизми могу изазвати оштећење ткива ослобађањем разних токсина или деструктивних ензима. На пример, Clostridium tetani ослобађа токсин који паралише мишиће, а staphylococcus ослобађа токсине који изазивају шок и сепсу. Не изазивају сви инфективни агенси болест код свих домаћина. На пример, мање од 5% појединаца заражених полиомијелитисом развије болест. С друге стране, неки инфективни агенси су веома вирулентни. Прион који изазива кравље лудило и Кројцфелд-Јакобову болест увек убија све животиње и људе који су заражени.
Упорне инфекције настају јер тело није у стању да очисти организам након почетне инфекције. Перзистентне инфекције карактерише континуирано присуство инфективног организма, често као латентна инфекција са повременим рекурентним релапсима активне инфекције. Постоје вируси који могу одржати трајну инфекцију инфицирањем различитих ћелија тела. Неки вируси који се једном стекну никада не напуштају тело. Типичан пример је вирус херпеса, који има тенденцију да се сакрије у нервима и поново се активира када се појаве специфичне околности.
Перзистентне инфекције узрокују милионе смртних случајева широм света сваке године. Хроничне инфекције паразитима узрокују висок морбидитет и морталитет у многим неразвијеним земљама.

### Пренос
Да би заразни организми преживели и поновили циклус инфекције код других домаћина, они (или њихово потомство) морају напустити постојећи резервоар и изазвати инфекцију на другом месту. Пренос инфекције се може одвијати на више могућих начина:
- Контакт капљица, такође познат као респираторни пут, и резултирајућа инфекција може се назвати болешћу која се преноси ваздухом. Ако заражена особа кашље или кије на другу особу, микроорганизми, суспендовани у топлим, влажним капљицама, могу ући у тело кроз нос, уста или површине очију.
- Фекално-орални пренос, при чему се храна или вода контаминирају (тако што људи не перу руке пре припреме хране или се нетретирана канализација испушта у водовод за пиће), након чега људи који их једу и пију постају заражени. Уобичајени фекално-орално преносиви патогени укључују Vibrio cholerae, Giardia врсте, ротавирусе, Entamoeba histolytica, Escherichia coli и тракасте црве.[49] Већина ових патогена изазива гастроентеритис.
- Сексуални пренос, при чему се исход назива полно преносива инфекција.
- Орални пренос, болести које се преносе првенствено оралним путем могу се заразити директним оралним контактом као што је љубљење, или индиректним контактом као што је дељење чаше или цигарете.
- Пренос директним контактом. Неке болести које се преносе директним контактом укључују атлетско стопало, импетиго и брадавице.
- Пренос преносиоцем, пренос преко неживог резервоара (храна, вода, тло).[50]
- Вертикални пренос, директно са мајке на ембрион, фетус или бебу током трудноће или порођаја. Може се јавити као резултат већ постојеће инфекције или инфекције стечене током трудноће.
- Јатрогени пренос, услед медицинских процедура као што су инјекција или трансплантација зараженог материјала.
- Векторски пренос, који се обавља путем вектора, који је организам који сам по себи не изазива болест, али који преноси инфекцију преносећи патогене са једног домаћина на другог.[51]

Однос између вируленције и преносивости је сложен; студије су показале да не постоји јасна веза између њих. Још увек постоји мали број доказа који делимично сугеришу везу између вируленције и преносивости.

## Дијагноза
Дијагноза заразне болести понекад укључује идентификацију инфективног агенса, директно или индиректно. У пракси се већина лакших заразних болести као што су брадавице, кожни апсцеси, инфекције респираторног система и дијареја дијагностикују на основу клиничке слике и лече без познавања специфичног узрочника. Закључци о узроку болести заснивају се на вероватноћи да је пацијент дошао у контакт са одређеним агенсом, присуству микроба у заједници и другим епидемиолошким разматрањима. Уз довољан напор, сви познати узрочници инфекције могу се специфично идентификовати.
Дијагноза заразне болести се скоро увек иницира анамнезом и физичким прегледом. Детаљније технике идентификације укључују културу инфективних агенаса изолованих од пацијента. Култура омогућава идентификацију инфективних организама испитивањем њихових микроскопских карактеристика, откривањем присуства супстанци које производе патогени и директном идентификацијом организма према његовом генотипу.
Многи заразни организми се идентификују без културе и микроскопије. Ово посебно важи за вирусе, који не могу да расту у култури. За неке сумњиве патогене, лекари могу да спроводе тестове који испитују пацијентову крв или друге телесне течности на антигене или антитела која указују на присуство специфичног патогена на који лекар сумња.
Друге технике (као што су рендгенски снимци, CAT скенирање, PET скенирање или NMR) се користе за производњу слика унутрашњих абнормалности које су резултат раста инфективног агенса. Слике су корисне за откривање, на пример, апсцеса кости или спонгиформне енцефалопатије коју изазива прион.
Предности идентификације су, међутим, често у великој мери надјачане трошковима, јер често не постоји специфичан третман, узрок је очигледан или је вероватно да ће исход инфекције бити бениган.

## Најзначајније инфективне болести

### Бактеријске
| Болест                                    | Изазивач(и)                                       |
| антракс                                   |                                                   |
| бактеријски менингитис                    | (код новорођенчади) , (код деце) , (код одраслих) |
| ботулизам                                 |                                                   |
| болест после мачје огреботине             |                                                   |
| бруцелоза                                 |                                                   |
| велики кашаљ                              |                                                   |
| гонореја                                  |                                                   |
| дифтерија                                 |                                                   |
| епидемијски тифус                         |                                                   |
| ешерихија коли                            |                                                   |
| импетиго                                  |                                                   |
| кампилобактериоза                         |                                                   |
| колера                                    |                                                   |
| крпељни тифус                             |                                                   |
| куга                                      |                                                   |
| лајмска болест                            |                                                   |
| легионарска болест                        |                                                   |
| лепра                                     |                                                   |
| лептоспироза                              |                                                   |
| листериоза                                |                                                   |
| мелиоидоза                                |                                                   |
| метицилин резистентни стафилококус ауреус |                                                   |
| пнеумококална пнеумонија                  | (и друге)                                         |
| реуматична грозница                       |                                                   |
| роки маунтин тачкаста грозница            |                                                   |
| салмонелоза                               |                                                   |
| сифилис                                   |                                                   |
| тетанус                                   |                                                   |
| тифус                                     |                                                   |
| тифоидна грозница                         |                                                   |
| трахом                                    |                                                   |
| туберкулоза                               | (и друге)                                         |
| туларемија                                |                                                   |
| уринарне инфекције                        |                                                   |
| хламидијаза                               |                                                   |
| шарлах                                    |                                                   |
| шигелоза                                  |                                                   |

### Паразитске
- изазивач: протозое
  - маларија
  - токсоплазмоза
  - болест спавања
- изазивач: црви - хелминтијазе
  - трихинелоза
- изазивач: спољни паразити - ектопаразитозе
  - инфекција вашима

### Гљивичне
| болест            | изазивач(и) |
| аспергилоза       | (и друге)   |
| атлетско стопало  |             |
| бластомикоза      |             |
| Кандидијаза       | (и друге)   |
| кокцидиоидомикоза |             |
| криптококоза      |             |
| хистоплазмоза     |             |

### Вирусне
- прехлада (ринитис)
- грип
- хепатитис (А, Б, Ц, Д, Е, Ф, Г)
- полиомијелитис
- беснило
- ебола
- жута грозница
- херпес
- велике богиње
- мале богиње
- црвенка
- сида
- варичела

### Прионске
- Алперсова болест
- Герстман-Штројслер-Шајнкеров синдром
- куру
- Кројцфелд-Јакобова болест
- фатална породична инсомнија